# Осничанци
Осничанци (на гръцки: Καστανοφυτιώτες, Кастанофитиотес) са жителите на село Осничани (Кастанофито), Гърция. Това е списък на най-известните от тях.

## Родени в Осничани
А – Б – В – Г – Д –
Е – Ж – З – И – Й –
К – Л – М – Н – О –
П – Р – С – Т – У –
Ф – Х – Ц – Ч – Ш –
Щ – Ю – Я

### А
- Ангел Петров (1885 – ?), македоно-одрински опълченец, 2 рота на 10 прилепска дружина[1]
- Андон Зиев (Αντώνιος Σίας), гръцки андартски деец, агент от ІІІ ред, член е на хрупищкия гръцки комитет и отговаря за тайната поща между четите[2]
- Апостол Николов (1895 – ?), македоно-одрински опълченец, 3 рота на 11 сярска дружина[3]
- Атанас Георгиев (1890 – ?), македоно-одрински опълченец, 1 рота на 7 кумановска дружина, ранен на 6 юли 1913 година[4]
- Атанас Д. Чуков (1885 – ?), македоно-одрински опълченец, студент, химик, щаб на 4 битолска дружина, носител на кръст „За храброст“ IV степен[5]
- Атанас Христев (Христов, 1877 – ?), македоно-одрински опълченец, 3 рота на 10 прилепска дружина, носител на орден „За храброст“ IV степен[6]

### В
- Васил Атанасов (1876 – ?), македоно-одрински опълченец, 3 рота на 11 сярска дружина[7]
- Васил Карджев (Βασίλειος Κάρτζος), гръцки андартски деец, агент от ІІІ ред[2]
- Васил Сапунджиев (1880 – 1939), български лекар и революционер

### Г
- Георги Гичев, български революционер, деец на ВМОРО, който в 1902 г. довежда четата на Васил Чекаларов в Осничани и поставя основите на революционното дело в Костенарията, дългогодишен председател е на костенарийския районен революционен комитет[8]

### Е
- Евтим Атанасов Мишайков (1877 – ?), македоно-одрински опълченец, 2 рота на 7 кумановска дружина[9]

### И
- Иван Попзисов (Ιωάννης Παπαζήσης), гръцки андартски деец, агент от ІІІ ред[2]
- Илия Ставрев (Ставропулос, 1911 – 1948), гръцки комунист; взима участие в Гръцко-италианската  война през 1940 – 1941 година; помагач е на ЕЛАС; по време на Гражданската война се включва в 14-а бригада на ДАГ; взиема участие в много сражения; на 17 юли 1948 година загива в боевете за Грамос[10]

### Й
- Йордан Мишайков (1887 – 1913), македоно-одрински опълченец, 1 и 2 рота на 6 охридска дружина, Сборна партизанска рота на МОО, носител на орден „За храброст“ IV степен, загинал край село Айтос в Междусъюзническата война на 5 юли 1913 година[9]

### М
- Михал Христов (Христев, 1889 – ?), македоно-одрински опълченец, 4 рота на 10 прилепска дружина, ранен на 17 юни 1913 година[11]

### Н
- Наум Костов (1879 – 1943), български революционер от ВМОРО
- Наум Търпов, български революционер от ВМОРО, четник на Петър Христов Германчето[12]
- Никола Василев (1885 – 1913), македоно-одрински опълченец, 3 рота на 10 прилепска дружина, починал от холера на 11 февруари 1913 година[13]
- Никола Д. Главинов, български революционер, деец на ВМОРО, участник в Илинденско-Преображенското въстание с четата на Христо Чернопеев, по-късно четник на Андрей Казепов[14]
- Никола Киров (1868 – ?), македоно-одрински опълченец, Нестроева рота на 10 прилепска дружина[15]
- Никола Кировски, български революционер от ВМОРО, четник на Петър Христов Германчето[12]
- Никола Попкостадинов (1892 – ?), македоно-одрински опълченец, 2 рота на 10 прилепска дружина[16]

### П
- Панчо Петров Ничев, македоно-одрински опълченец, в 1912 година 33-годишен постъпва в Опълчението,[17] служи в 3-та рота на 10-а прилепска дружина; на 28 март 1943 година, на 64 години, като жител на Чешнегирово, Пловдивско, подава молба за българска народна пенсия, която е одобрена и пенсията е отпусната от Министерския съвет на Царство България[18]

### С
- Сребрин Чуков (1901 – 1938), български и съветски комунистически деец
- Стерьо Влахов, член на ВМОРО, поляк[19]

### Т
- Тана Кировска (1862 – 1932), българска революционерка от ВМОРО
- Тома Д. Ничев (1874 – ?), македоно-одрински опълченец, 2 рота на 10 прилепска дружина[20]
- Тома Жеков (1874 – ?), македоно-одрински опълченец, 2 рота на 10 прилепска дружина[21]

### Щ
- Щерю Атанасов, български политик, народен представител[22]

### Я
- Яни Попзисов, деец на ВМОРО, войвода на четатата от Осничани през 1905 година[23]
- Яни (Иван) Христов (? – 4 декември 1904), български революционер, деец на ВМОРО[24]
- Янко Василев – Чука (1871 – след 1943), български революционер от ВМОРО, четник на Андрей Казепов[25]

## Починали в Осничани
- Андонис Влахакис (капитан Лицас) (1874 – 1906), гръцки андартски капитан
- Леонидас Петропулакис (1880 – 1906), гръцки андартски капитан

## Свързани с Осничани
- Иван Чуков (1911 – 1979), български партизанин и милиционер, по произход от Осничани